# Bactrocera hispidula
Bactrocera hispidula är en tvåvingeart som först beskrevs av May 1958.  Bactrocera hispidula ingår i släktet Bactrocera och familjen borrflugor. Inga underarter finns listade.